# Ferussacia lanzarotensis
Ferussacia lanzarotensis is een slakkensoort uit de familie van de Ferussaciidae. De wetenschappelijke naam van de soort is voor het eerst geldig gepubliceerd in 1872 door Mousson.